# Daosheng

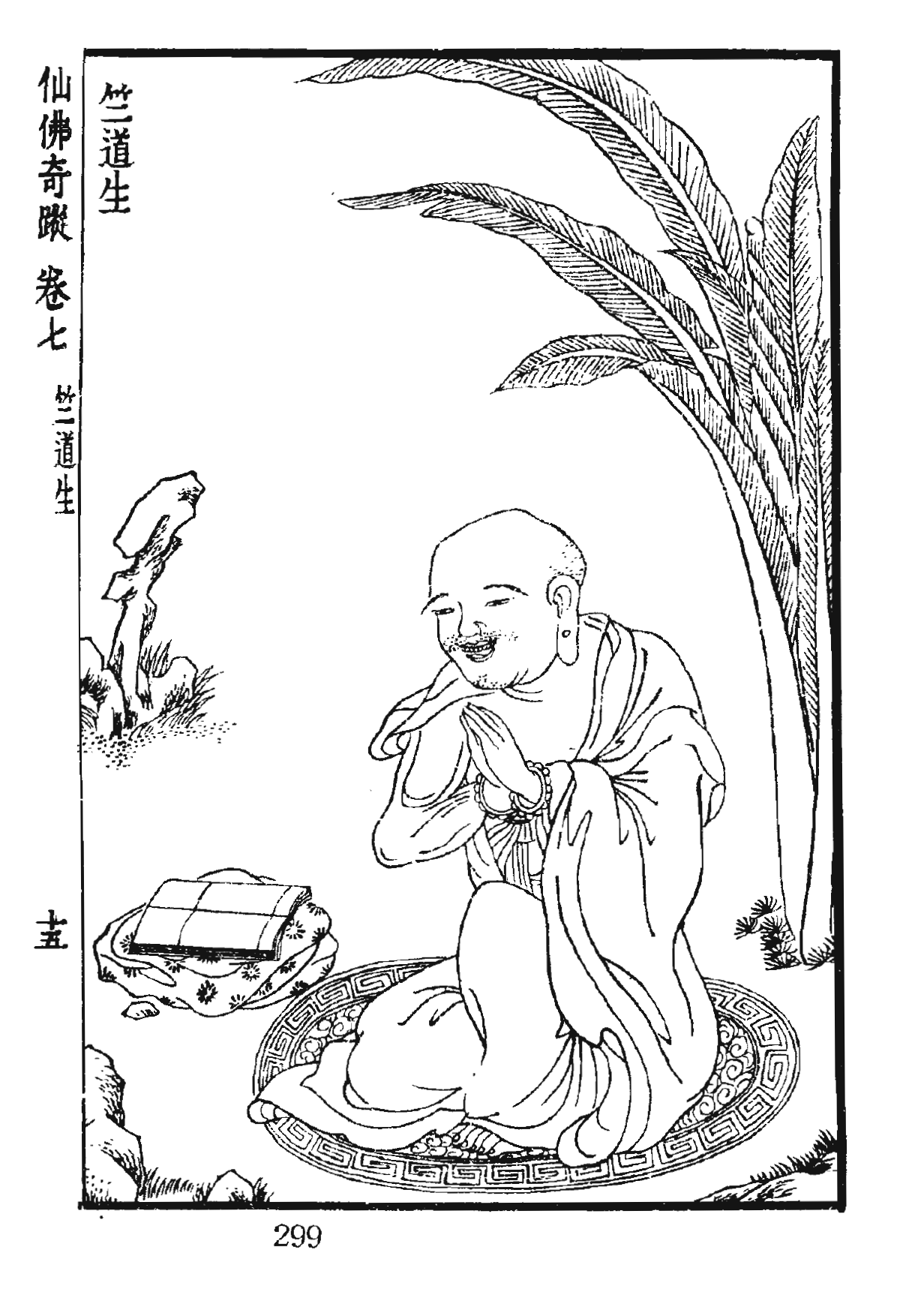
Daosheng

Daosheng (360 - 434) was een leerling van Kumārajīva en een van de invloedrijke personen in de vroege ontwikkeling van het mahayana-boeddhisme. Voordat hij monnik werd, was zijn familienaam Zhu (竺).
Hij is bekend van de nadruk die hij legt op de positieve aard van het nirvana, zijn overtuiging dat ook niet-gelovigen gered kunnen worden en van zijn leer van onmiddellijke verlichting. Deze onderwerpen droegen bij tot de ontwikkeling van het zen-boeddhisme
.